# Cosma Orsini
Cosma Orsini, né Migliorati (sa mère est une Orsini) est un cardinal italien, né dans les années 1420 à Rome, capitale des États pontificaux, et mort le 21 novembre 1481 à Bracciano.
Il est un neveu du cardinal  Latino Orsini (1448) et un cousin du cardinal Giovanni Battista Orsini  (1483). Il est aussi  de la famille des papes Célestin III (1191-1198), Nicolas III (1277-1280) et Benoît XIII (1724-1730) et des cardinaux Matteo Orsini (1262), Latino Malabranca Orsini, O.P. (1278), Giordano Orsini (1278), Napoleone Orsini (1288), Francesco Napoleone Orsini (1295), Giovanni Gaetano Orsini (1316), Matteo Orsini (1327), Rinaldo Orsini (1350), Giacomo Orsini (1371), Poncello Orsini (1378), Tommaso Orsini (vers 1383), Giordano Orsini, iuniore (1405), Franciotto Orsini (1517), Flavio Orsini (1565), Alessandro Orsini (1615), Virginio Orsini, O.S.Io.Hieros. (1641) et Domenico Orsini d'Aragona (1743). Il est membre de l'ordre des bénédictins.

## Repères biographiques
Cosma Orsini est abbé nullius de l'abbaye de Santa Maria de Farfa et est élu archevêque de Trani en 1478.
Orsini est créé cardinal par le pape Sixte IV lors du consistoire de 15 mai 1480.